# Brennisteinsfjöll
Brennisteinsfjöll (literalment 'La muntanya Brimstone') és una petita cadena muntanyosa amb fileres de cràters i petits volcans escut en la península de Reykjanes a l'oest d'Islàndia, a uns 26km de la capital, Reykjavík.

## Característiques
Hi havia un flux de lava des de Brennisteinsfjöll cap al sud, en la costa de la badia de Herdísarvík que es creia que havia desaparegut abans de la colonització de l'illa, però ara es pensa qu podria no haver estat així, ja que la ruta 42 s'ha vist coberta de lava. Brennisteinsfjöll és de tipus geotèrmic. En la seva última erupció, l'any 1341, era VEI-2.